# Siemion Zapadny
Siemion Izrailewicz Zapadny (Kesselman) (ros. Семён Израилевич Западный (Кессельман), ur. 1899 w Odessie, zm. 5 lutego 1938) – funkcjonariusz radzieckich służb specjalnych, komisarz bezpieczeństwa państwowego III rangi.

## Życiorys
Uczył się w szkole żydowskiej w Odessie, pracował w domu handlowym, od lipca 1917 do stycznia 1918 był w oddziale Czerwonej Gwardii w Odessie, od października 1917 należał do SDPRR(b). 
Od stycznia do lipca 1918 służył w Armii Czerwonej, uczestniczył w walkach z Niemcami, w kwietniu 1918 został ranny i do lipca 1918 przebywał na leczeniu. Od kwietnia 1918 do sierpnia 1919 był członkiem prezydium i sekretarzem wywiadu i kontrwywiadu Odeskiego Podziemnego Komitetu RKP(b) i szefem sztabu operacyjnego, w sierpniu 1918 został funkcjonariuszem Wydziału Specjalnego Czeki Południowej Grupy Wojsk, później wywiadowcą 45 Dywizji Strzeleckiej, sekretarzem i członkiem kolegium odeskiej gubernialnej Czeki. W październiku-listopadzie 1919 był sekretarzem tajnej sekcji operacyjnej moskiewskiej gubernialnej Czeki, od listopada 1919 do 1920 funkcjonariuszem wołyńskiej gubernialnej Czeki i zastępcą kierownika tajnej sekcji operacyjnej kijowskiej gubernialnej Czeki oraz do kwietnia 1920 kierownikiem Tajnego Wydziału Operacyjnego i zastępcą przewodniczącego wołyńskiej gubernialnej Czeki. W maju-czerwcu 1920 był zastępcą kierownika jekaterynosławskiej transportowej Czeki, od czerwca 1920 do listopada 1921 szefem tajnej sekcji operacyjnej i zastępcą przewodniczącego wołyńskiej gubernialnej Czeki, od 17 lipca do sierpnia 1921 p.o. przewodniczącego wołyńskiej gubernialnej Czeki, a od listopada 1921 do lipca 1922 szefem tajnej sekcji operacyjnej i zastępcą przewodniczącego charkowskiej gubernialnej Czeki/charkowskiego gubernialnego oddziału GPU. Od 2 lipca do 25 listopada 1922 był p.o. szefa, a od 25 listopada 1922 do 7 marca 1924 szefem charkowskiego gubernialnego oddziału GPU, od marca 1924 do grudnia 1925 zastępcą szefa, a od 12 grudnia 1925 do 25 lipca 1928 szefem kijowskiego gubernialnego/okręgowego oddziału GPU. Od 25 lipca 1928 do 10 stycznia 1930 był szefem Zarządu Ewidencyjno-Organizacyjnego GPU Ukraińskiej SRR, od 10 stycznia 1930 do 15 marca 1932 szefem Tajnego Zarządu Operacyjnego Pełnomocnego Przedstawicielstwa OGPU Kraju Dalekowschodniego, od 31 stycznia 1930 do 10 lipca 1934 zastępcą pełnomocnego przedstawiciela OGPU na Kraj Dalekowschodni, od 15 lipca 1934 do 8 sierpnia 1937 szefem Zarządu NKWD Kraju Chabarowskiego i jednocześnie od 31 lipca 1934 do 8 sierpnia 1937 zastępcą szefa Zarządu NKWD Kraju Dalekowschodniego, od 29 listopada 1935 w stopniu komisarza bezpieczeństwa państwowego III rangi.
8 sierpnia 1937 został aresztowany, 5 lutego 1938 skazany na śmierć przez Wojskowe Kolegium Sądu Najwyższego ZSRR i rozstrzelany. 28 kwietnia 1980 pośmiertnie zrehabilitowany.

## Odznaczenia
- Order Czerwonego Sztandaru (14 lutego 1936)
- Odznaka "Honorowy Funkcjonariusz Czeki/GPU (V)" (1923)
- Odznaka "Honorowy Funkcjonariusz Czeki/GPU (XV)" (20 grudnia 1932)